# Emil Schulze
Emil Schulze (ur. 1840 w Szczecinie, zm. 1924) – niemiecki lekarz, jeden z pierwszych zaproszonych przez Cesarza Meiji do Japonii niemieckich medyków, mających pomóc japońskim lekarzom poznać zachodnią medycynę. Od 1875 roku jako następca Benjamina C.L. Muellera (1824-1893) wykładał chirurgię i okulistykę w szkole medycznej w Tokio. Jego asystentem był Tatsuya Inouye (1848-1895).